# Schmalkalden-Meiningen
Schmalkalden-Meiningen là một huyện Kreis ở phía tây của Thuringia, Đức. Các huyện giáp ranh (từ phía tây bắc theo chiều kim đồng hồ) là: Wartburgkreis, Gotha, Ilm-Kreis, thành phố không thuộc huyện Suhl, huyện Hildburghausen, huyện thuộc Bavaria Rhön-Grabfeld, và huyện Fulda của Hesse.

## Lịch sử
Huyện được thành lập năm 1994 thông qua việc hợp nhất các huyện cũ Schmalkalden, Meiningen và một phần Suhl-Land.

## Các đơn vị kết nghĩa
Huyện này kết nghĩa với Vogelsbergkreis ở Hesse, Komitat Pest ở Hungary.

## Địa lý
Sông chính chảy qua huyện này là sông Werra. Huyện tọa lạc ở khu vực chủ yếu là núi non, Rhön và rừng Thuringian. Khu vực xung quanh Oberhof nổi tiếng với các khu nghỉ dưỡng thể thao mùa Đông.

## Thị xã và đô thị
| Verwaltungsgemeinschaft-free towns                                                            | and municipalities                                                                                        | |
| --------------------------------------------------------------------------------------------- | --- | --- |
| 1. Brotterode 2. Meiningen 3. Oberhof 4. Schmalkalden 5. Steinbach-Hallenberg 6. Zella-Mehlis | 1. Benshausen 2. Breitungen 3. Fambach 4. Floh-Seligenthal 5. Grabfeld 6. Henneberg 7. Herpf 8. Rhönblick | 1. Rippershausen 2. Rosa 3. Roßdorf 4. Schwallungen 5. Stepfershausen 6. Sülzfeld 7. Trusetal 8. Untermaßfeld |

| Verwaltungsgemeinschaften | Verwaltungsgemeinschaften | Verwaltungsgemeinschaften |
| --- | --- | --- |
| 1. Dolmar 1. Christes 2. Dillstädt 3. Kühndorf 4. Rohr 5. Schwarza1 6. Utendorf 2. Haselgrund 1. Altersbach 2. Bermbach 3. Oberschönau 4. Rotterode 5. Springstille 6. Unterschönau 7. Viernau1 | 3. Hohe Rhön 1. Aschenhausen 2. Birx 3. Erbenhausen 4. Frankenheim 5. Kaltensundheim1 6. Kaltenwestheim 7. Melpers 8. Oberkatz 9. Oberweid 10. Unterweid | 4. Salzbrücke 1. Bauerbach 2. Belrieth 3. Einhausen 4. Ellingshausen 5. Leutersdorf 6. Neubrunn 7. Obermaßfeld-Grimmenthal1 8. Ritschenhausen 9. Vachdorf 10. Wölfershausen 5. Wasungen-Amt Sand 1. Friedelshausen 2. Hümpfershausen 3. Mehmels 4. Metzels 5. Oepfershausen 6. Unterkatz 7. Wahns 8. Wallbach 9. Walldorf 10. Wasungen1, 2 |
| 1thủ phủ của Verwaltungsgemeinschaft;2thị xã | | |